# Lista över blockerade webbplatser i Kina
Mer än 2600 webbplatser är och har varit blockerade i Kina (exklusive Hongkong och Macao) under landets politik för internetcensur. Nedan listas de viktigaste av dessa. Denna sida gäller inte sidor som kan vara blockerade i Hongkong och Macao.
Enligt en rapport från Peking var en hel del av de större japanska webbplatserna blockerade under eftermiddagen den 15 juni 2012 (UTC +08:00) tills på morgonen den 17 juni (UTC +08:00).
Observera att listan kan ha ändrats och vissa webbplatser kan vara otillgängliga under vissa tider.

## De högst rankade webbsidorna som är blockerade i Kina
| Alexa Rank | Webbsida                                     | Domän                           | URL                                 | Kategori   | Primärt språk                   | Blockeringens varighet                         |
| ---------- | -------------------------------------------- | ------------------------------- | ----------------------------------- | ---------- | ------------------------------- | ---------------------------------------------- |
| 2          | Google Docs                                  | google.com                      | docs.google.com                     | Delning    | Engelska                        | 2011, maj (eller tidigare) till nuvarande      |
| 2          | Google Drive                                 | google.com                      | drive.google.com                    | Delning    | Engelska                        | 2012, maj till nuvarande                       |
| 2          | Google Encrypted                             | google.com                      | encrypted.google.com                | Sökning    | Engelska                        | 2011, mars till nuvarande (eller tidigare)     |
| 2          | Google+                                      | google.com                      | plus.google.com                     | Socialt    | Engelska                        | 2011, juli till nuvarande                      |
| 2          | Google Sites                                 | google.com                      | sites.google.com                    | Webbhotell | Engelska                        | 2011, mars (eller tidigare) till nuvarande     |
| 2          | Picasa                                       | google.com                      | picasaweb.google.com                | Delning    | Engelska                        | 2009, juli till nuvarande                      |
| 1          | Facebook                                     | facebook.com                    | www.facebook.com                    | Socialt    | Engelska                        | 2008, juli till nuvarande                      |
| 3          | YouTube                                      | youtube.com                     | www.youtube.com                     | Delning    | Engelska                        | 2009, mars till nuvarande                      |
| 4          | Yahoo! Taiwan                                | yahoo.com                       | tw.yahoo.com                        | Portal     | Kinesiska                       | 2011, maj (eller tidigare) till nuvarande      |
| 4          | Yahoo! Hong Kong                             | yahoo.com                       | hk.yahoo.com                        | Portal     | Kinesiska                       | 2011, mars (eller tidigare) till nuvarande     |
| 6          | Mobile Wikipedia                             | wikipedia.org                   | mobile.wikipedia.org                | Övrigt     | Engelska                        | 2011, maj (eller tidigare) till 2012           |
| 8          | Twitter                                      | twitter.com                     | twitter.com                         | Socialt    | Engelska                        | 2009, juni till nuvarande                      |
| 11         | Blogspot                                     | Blogspot.com                    | Blogspot.com                        | Blogg      | Engelska                        | 2009, maj till 2012                            |
| 16         | Yahoo! Japan                                 | yahoo.co.jp                     | yahoo.co.jp                         | Portal     | Japanska                        | 2012, juni 15–17                               |
| 20         | T.co                                         | t.co                            | t.co                                | Övrigt     | Engelska                        | 2011, maj (eller tidigare) till 2012           |
| 21         | Google Japan                                 | google.co.jp                    | google.co.jp                        | Sökning    | Japanska                        | 2012, juni 15–17                               |
| 22         | Wordpress                                    | wordpress.com                   | wordpress.com                       | Blogg      | Engelska                        | 2011, oktober till 2012                        |
| 47         | Internet Movie Database                      | imdb.com                        | www.imdb.com                        | Övrigt     | Engelska                        | 2010, januari (eller tidigare) till 2012       |
| 51         | XVideos                                      | xvideos.com                     | www.xvideos.com                     | Pornografi | Engelska                        | 2011, mars (eller tidigare) till nuvarande     |
| 52         | FC2                                          | fc2.com                         | www.fc2.com                         | Blog       | Japanska                        | 2011, mars (eller tidigare) till 2012          |
| 54         | xhamster                                     | xhamster.com                    | www.xhamster.com                    | Pornografi | Engelska                        | 2011, mars (eller tidigare) till 2012          |
| 71         | The Pirate Bay                               | thepiratebay.se                 | thepiratebay.se                     | Delning    | Engelska                        | 2012, februari (eller tidigare) till 2012      |
| 75         | Rakuten Market                               | rakuten.co.jp                   | rakuten.co.jp                       | Shopping   | Japanska                        | 2012, juni 15–17, September ?? till 19?        |
| 94         | Amazon Japan                                 | amazon.co.jp                    | amazon.co.jp                        | Shopping   | Japanska                        | 2012, juni 15–17                               |
| 110        | Dropbox                                      | dropbox.com                     | www.dropbox.com                     | Delning    | Engelska                        | 2011, december (eller tidigare) till Okänt     |
| 112        | Vimeo                                        | vimeo.com                       | www.vimeo.com                       | Delning    | Engelska                        | 2009, oktober till 2012                        |
| 188        | Soundcloud                                   | soundcloud.com                  | www.soundcloud.com                  | Ljudtjänst | Engelska                        | september 2013 till nuvarande                  |
| 219        | Nico Video                                   | nicovideo.jp                    | nicovideo.jp                        | Delning    | Japanska                        | Okänt till nuvarande                           |
| 223        | Archive.org                                  | archive.org                     | www.archive.org                     | Övrigt     | Engelska                        | 2011, april (eller tidigare) till 2012         |
| 225        | Scribd                                       | scribd.com                      | scribd.com                          | Delning    | Engelska                        | 2011, februari (eller tidigare) till nuvarande |
| 227        | isoHunt                                      | isohunt.com                     | isohunt.com                         | Delning    | Engelska                        | 2012, april till 2012; tidigare blockerad      |
| 257        | XING                                         | xing.com                        | www.xing.com                        | Socialt    | Tyska                           | 2011, april (eller tidigare) till 2012         |
| 277        | hardsextube                                  | hardsextube.com                 | www.hardsextube.com                 | Pornografi | Engelska                        | 2011, april till 2012                          |
| 282        | drtuber                                      | drtuber.com                     | www.drtuber.com                     | Pornografi | Engelska                        | 2011, april till 2012                          |
| 429        | Wretch                                       | wretch.cc                       | www.wretch.cc                       | Blogg      | Kinesiska                       | 2007, augusti till 2012                        |
| 553        | Google Appspot                               | appspot.com                     | appspot.com                         | Webbhotell | Engelska                        | Okänt till nuvarande                           |
| 564        | Yomiuri Nyheter                              | yomiuri.co.jp                   | yomiuri.co.jp                       | Nyheter    | Japanska                        | 2012, juni 15–17                               |
| 610        | Ustream.tv                                   | ustream.tv                      | www.ustream.tv                      | Delning    | Engelska                        | 2011, april (eller tidigare) till 2012         |
| 623        | excite (Japan)                               | excite.co.jp                    | excite.co.jp                        | Portal     | Japanska                        | 2012, juni 15 till juni 17, september ?? - 18  |
| 633        | Sponichi Nyheter                             | sponichi.co.jp                  | sponichi.co.jp                      | Nyheter    | Japanska                        | 2012, juni 15–17                               |
| 660        | Nikkei BP Japan                              | nikkeibp.co.jp                  | nikkeibp.co.jp                      | Nyheter    | Japanska                        | 2012, juni 15–17                               |
| 713        | GeoCities (Japan)                            | geocities.jp                    | geocities.jp                        | Webbhotell | Japansk                         | Okänt till nuvarande                           |
| 1235       | Eporner                                      | eporner.com                     | www.eporner.com                     | Pornografi | Engelska                        | 2018, juli (eller tidigare) till nuvarande     |
| 1321       | Technorati                                   | technorati.com                  | www.technorati.com                  | Sökning    | Engelska                        | 2008, juli till 2012                           |
| 2056       | Plurk                                        | plurk.com                       | www.plurk.com                       | Socialt    | Engelska                        | 2009, april till 2012                          |
| 2387       | Jehovas vittnen                              | jw.org                          | www.jw.org                          | Bibel      | Engelska                        | Okänt till Okänt (Inte längre blockerad)       |
| 2925       | Norsk rikskringkasting                       | nrk.no                          | www.nrk.no                          | Nyheter    | Norska                          | 2011, maj (eller tidigare) till 2012           |
| 3876       | PBworks                                      | pbworks.com                     | pbworks.com                         | Delning    | Engelska                        | 2011, januari till 2012                        |
| 4480       | Sony Japan                                   | Sony.co.jp                      | Sony.co.jp                          | Företag    | Japansk                         | 2012, juni 15–17                               |
| 9551       | SBS Radio (Kinesiska language service)       | radioaustralia.net.au/Kinesiska | http://www.sbs.com.au/Kinesiska     | Media      | Kinesiska                       | Okänt till nuvarande, November 2013            |
| 10278      | Boxun                                        | boxun.com                       | boxun.com                           | Nyheter    | Kinesiska                       | 2011, maj (eller tidigare) till nuvarande      |
| 20898      | Wikileaks                                    | wikileaks.org                   | wikileaks.org                       | Övrigt     | Engelska                        | 2011, maj (eller tidigare) till 2012           |
| 22196      | Sony Music Japan                             | sonymusic.co.jp                 | sonymusic.co.jp                     | Skivbolag  | Japanska                        | 2012, juni 15–17                               |
| 24693      | OpenVPN                                      | openvpn.net                     | www.openvpn.net                     | Privat     | Engelska                        | 2011, juni (eller tidigare) till 2012          |
| 31845      | AllMovie                                     | allmovie.com                    | www.allmovie.com                    | Övrigt     | Engelska                        | Okänt till nuvarande, November 2013            |
| 33553      | Strong VPN                                   | strongvpn.com                   | www.strongvpn.com                   | Privat     | Engelska                        | 2011, juni till nuvarande (delvis blockerad)   |
| 33961      | Amnesty International                        | amnesty.org                     | amnesty.org                         | Övrigt     | Engelska                        | 2011, maj (eller tidigare) till 2012           |
| 45645      | Radio Australia (Kinesiska language service) | radioaustralia.net.au/Kinesiska | www.radioaustralia.net.au/Kinesiska | Media      | Kinesiska                       | December 2012 till nuvarande, november 2013    |
| 63913      | UrbanSurvival Blogg                          | urbansurvival.com               | www.urbansurvival.com               | Blogg      | Engelska                        | 2013, april 2 (eller tidigare)                 |
| 71304      | Reportrar utan gränser                       | rsf.org                         | www.rsf.org                         | Övrigt     | Engelska                        | 2011, april (eller tidigare) till 2012         |
| 78873      | Falun Dafa                                   | falundafa.org                   | www.falundafa.org                   | Andlig     | Engelska                        | 2011, februari (eller tidigare) till 2012      |
| 1413995    | VPN Coupons                                  | vpncoupons.com                  | www.vpncoupons.com                  | Övrigt     | Engelska                        | 2012, december (eller tidigare) till 2012      |
| 1795401    | Tibet Post                                   | thetibetpost.com                | thetibetpost.com                    | Nyheter    | Engelska, Kinesiska, Tibetanska | 2010, mars (eller tidigare) till 2012          |
| 120000     | GayBookSTAR                                  | gaybookstar.com                 | www.gaybookstar.com                 | Dating     | Engelska                        | 2012, december (eller tidigare) till nuvarande |
| 9158206    | Australia Tibet Council                      | atc.org.au                      | www.atc.org.au                      | Övrigt     | Engelska                        | Okänt till nuvarande, November 2013            |
| 11066533   | Viet-Nam California Radio (KALI-FM)          | radiovncr.com                   | www.radiovncr.com                   | Radio      | Vietnamesiska/Engelska          | Okänt till nuvarande, november 2013            |

## Wikipedia
Samtliga språkversioner av Wikipedia och andra Wikimedia-sajter var blockerade från den 31 augusti 2007. Sedan den 1 november 2013 är engelskspråkiga Wikipedia dock tillgänglig. Däremot drabbas Wikipedialäsare av ett filter som blockerar åtkomst till vissa svartlistade fraser, inklusive Massakern på Himmelska fridens torg.
Sedan i slutet av juli 2009 har alla bilder på Wikimediasidor tagits bort av vissa internetleverantörer i Kina.